# Erdmann August av Brandenburg-Bayreuth
Erdmann August av Brandenburg-Bayreuth, född 8 oktober 1615 i Bayreuth, död 6 februari 1651 i Hof vid Saale, var arvfurste av Brandenburg-Bayreuth.

## Biografi
Erdmann August var son till markgreve Kristian av Brandenburg-Bayreuth (1581–1655) och Marie av Preussen (1579–1649), dotter till hertig Albrekt Fredrik av Preussen, och tillhörde därmed på båda sidor huset Hohenzollern. Föräldrarnas två första söner Georg Fredrik och Kristian dog som barn och Erdmann August växte upp som arvinge till furstendömet Bayreuth. Hans förhållande till fadern och den yngre brodern Georg Albrekt av Brandenburg-Kulmbach blev med tiden spänt.
Han gifte sig 8 december 1641 i Ansbach med sin kusin, Sofia av Brandenburg-Ansbach (1614–1646), dotter till markgreve Joakim Ernst av Brandenburg-Ansbach och Sofia av Solms-Laubach. Efter att den första hustrun Sofia avlidit 1646 förlovade han sig med Sofia Agnes av Mecklenburg-Schwerin.
Erdmann August erhöll 1647 Lauensteins, Lichtenbergs och Thierbachs amt, och inrättade ett eget hov på Lauensteins slott. Följande år kom han i en pistolduell med sin bror Georg Albrekt på slottet Plassenburgs innergård, utan att någon av dem skadades. Erdmann August drog sig därefter helt tillbaka till Lauensteins slott och därefter till Hofs slott.
Under bröllopsförberedelserna inför sitt andra äktenskap avled Erdmann August vid 35 års ålder av en "bröstfeber". Han begravdes i Bayreuths stadskyrka. Hans ende son Kristian Ernst efterträdde vid sin farfars död 1655 honom som regerande markgreve, med kurfurst Fredrik Vilhelm av Brandenburg och Georg Albrekt av Brandenburg-Kulmbach som förmyndarregenter fram till 1661.

## Familj
I äktenskapet med Sofia av Brandenburg-Ansbach föddes en son:
- Kristian Ernst av Brandenburg-Bayreuth (1644–1712), markgreve av Brandenburg-Bayreuth, gift:
  - 1) 1662 med Erdmuthe Sofia av Sachsen (1644–1670)
  - 2) 1671 med Sofia Luise av Württemberg (1642–1702)
  - 3) 1703 med Elisabet Sofia av Brandenburg (1674–1748)